# Qualificazioni al campionato mondiale di calcio 2022 - UEFA - Fase a gironi, gruppo E

## Classifica
| Pos. | Squadra     | Pt | G | V | N | P | GF | GS | DR  |
| ---- | ----------- | -- | - | - | - | - | -- | -- | --- |
| 1.   | Belgio      | 20 | 8 | 6 | 2 | 0 | 25 | 6  | +19 |
| 2.   | Galles      | 15 | 8 | 4 | 3 | 1 | 14 | 9  | +5  |
| 3.   | Rep. Ceca   | 14 | 8 | 4 | 2 | 2 | 14 | 9  | +5  |
| 4.   | Estonia     | 4  | 8 | 1 | 1 | 6 | 9  | 21 | -12 |
| 5.   | Bielorussia | 3  | 8 | 1 | 0 | 7 | 7  | 24 | -17 |

## Risultati

### 1ª giornata
| Arbitro: | Cüneyt Çakır |

|                                               |           |            |
| De Bruyne 22’ T. Hazard 28’ Lukaku 73’ (rig.) | Marcatori | 11’ Wilson |

| Arbitro: | Anastasios Papapetrou |

|                        |           |                                                      |
| Sappinen 12’ Anier 86’ | Marcatori | 18’ Schick 27’ Barák 32’, 43’, 48’ Souček 56’ Jankto |

### 2ª giornata
| Arbitro: | Robert Hennessy |

|                                                  |           |                |
| Lisakovič 45’ (rig.), 83’ Kendyš 64’ Savicki 81’ | Marcatori | 31’, 55’ Anier |

| Arbitro: | William Collum |

|            |           |            |
| Provod 50’ | Marcatori | 60’ Lukaku |

### 3ª giornata
| Arbitro: | Donatas Rumšas |

|                                                                                 |           |  |
| Batshuayi 14’ Vanaken 17’, 89’ Trossard 38’, 74’ Doku 42’ Praet 49’ Benteke 70’ | Marcatori |  |

| Arbitro: | Ovidiu Hațegan |

|           |           |  |
| James 82’ | Marcatori |  |

### 4ª giornata
| Arbitro: | Srđan Jovanović |

|           |           |  |
| Barák 34’ | Marcatori |  |

| Arbitro: | Guillermo Cuadra Fernández |

|                   |           |                                                  |
| Käit 2’ Sorga 83’ | Marcatori | 22’ Vanaken 29’, 52’ Lukaku 65’ Witsel 76’ Foket |

### 5ª giornata
| Arbitro: | Giorgi Kruashvili |

|                                   |           |                                   |
| Lisakovič 29’ (rig.) Sjadz'ko 31’ | Marcatori | 6’ (rig.), 69’ (rig.), 90+3’ Bale |

| Arbitro: | Michael Oliver |

|                                       |           |  |
| Lukaku 8’ Hazard 41’ Saelemaekers 65’ | Marcatori |  |

### 6ª giornata
| Arbitro: | Paweł Raczkowski |

|  |           |           |
|  | Marcatori | 33’ Praet |

| Cardiff 8 settembre 2021, ore 20:45 CEST | Galles       | 0 – 0 referto | Estonia | Cardiff City Stadium (21 624 spett.)\| Arbitro: \| Ruddy Buquet \| |
| Arbitro:                                 | Ruddy Buquet |               |         |                                                                    |

### 7ª giornata
| Arbitro: | Deniz Aytekin |

|                           |           |                      |
| Pešek 38’ Ward 49’ (aut.) | Marcatori | 36’ Ramsey 69’ James |

| Arbitro: | Mohammed Al-Hakim |

|                        |           |  |
| Sorga 58’ Zenjov 90+3’ | Marcatori |  |

### 8ª giornata
| Arbitro: | François Letexier |

|  |           |                       |
|  | Marcatori | 22’ Schick 65’ Hložek |

| Arbitro: | Sandro Schärer |

|  |           |           |
|  | Marcatori | 12’ Moore |

### 9ª giornata
| Arbitro: | Halil Umut Meler |

|                                        |           |           |
| Benteke 11’ Carrasco 53’ T. Hazard 74’ | Marcatori | 70’ Sorga |

| Arbitro: | Maurizio Mariani |

|                                                           |           |             |
| Ramsey 3’, 50’ (rig.) Williams 20’ Davies 77’ Roberts 89’ | Marcatori | 87’ Kancavy |

### 10ª giornata
| Arbitro: | Orel Grinfeeld |

|                       |           |  |
| Brabec 59’ Sýkora 85’ | Marcatori |  |

| Arbitro: | Artur Soares Dias |

|           |           |               |
| Moore 32’ | Marcatori | 12’ De Bruyne |

## Statistiche

### Classifica marcatori
5 reti
- Romelu Lukaku

3 reti
- Vital' Lisakovič
- Hans Vanaken
- Tomáš Souček

- Henri Anier
- Erik Sorga
- Gareth Bale

- Aaron Ramsey

2 reti
- Christian Benteke
- Kevin De Bruyne
- Thorgan Hazard

- Dennis Praet
- Leandro Trossard
- Antonín Barák

- Patrik Schick
- Daniel James
- Kieffer Moore

1 rete
- Juryj Kendyš
- Arcëm Kancavy
- Pavel Savicki
- Pavel Sjadz'ko
- Michy Batshuayi
- Yannick Carrasco
- Jérémy Doku
- Thomas Foket

- Eden Hazard
- Alexis Saelemaekers
- Axel Witsel
- Jakub Brabec
- Adam Hložek
- Jakub Jankto
- Jakub Pešek
- Lukáš Provod

- Jan Sýkora
- Mattias Käit
- Rauno Sappinen
- Sergei Zenjov
- Ben Davies
- Connor Roberts
- Neco Williams
- Harry Wilson

Autoreti
- Danny Ward (1, pro Rep. Ceca)